# NGC 4448
NGC 4448 este o galaxie spirală situată în constelația Părul Berenicei. A fost descoperită în 1785 de către William Herschel. Se află la o distanță de 22,8 de megaparseci de Pământ.